# PP Pension
PP Pension Tjänstepensionsförening är ett ömsesidigt försäkringsbolag och är mediebranschens eget pensionsbolag vars huvudmän är Svenska Journalistförbundet (SJF), Medieföretagen (f.d. Tidningsutgivarna), och Unionen. Dessa representerar också spararna i styrelsen. I koncernen ingår det helägda dotterbolaget PP Pension Fastigheter AB med dotterbolag.
PP Pension grundades 1882 under namnet Svenska publicisternas understödsförening av Publicistklubben. 
PP Pension förvaltar avtalspensionen ITP för verksamma journalister och tjänstemän i medie- och informationsbranschens företag och deras anställda. PP Pension erbjuder också gruppförsäkringar.
PP Pension har 2020 cirka 90 000 avtal och förvaltar drygt 17 miljarder.